# Verdrag van Pontoise (1413)
Het Verdrag van Pontoise (ook wel Vrede van Pontoise genoemd) was een tussen 28 juli en 8 augustus 1413 gesloten vredesverdrag.
In augustus 1413 kwamen hertog Jan van Berry en zijn neef, hertog Jan I van Bourgondië, die werd bijgestaan door zijn adviseur, Jean de Thoisy, in Pontoise bijeen om te onderhandelen over een vredessluiting tussen de koning van Frankrijk en de Cabochiens, die in Parijs de macht hadden gegrepen. Deze vrede kon evenwel in geen geval zonder het akkoord van Parijs worden ondertekend, want koning Karel VI van Frankrijk, zijn vrouw, Isabella van Beieren en hun zoon, de dauphin Lodewijk van Guyenne, werden in de hoofdstad gegijzeld gehouden door de Cabochiens. Deze laatsten zouden, na beraadslagingen in elke wijk van de hoofdstad, het vredesvoorstel van Karel VI aanvaarden, met uitzondering van de wijk Les Halles, waar vele Cabochiens verbleven, en de Hôtel d'Artois (residentie van de hertogen van Bourgondië in Parijs). Deze vrede zorgde ook voor de vrijlating van Lodewijk van Beieren en Eduard III van Bar, die tot dan toe in het Louvre waren vastgehouden.